# 新宪政自由党
新宪政自由党（羅馬化：el-Ḥizb el-Ḥurr ed-Dustūrī el-Jadīd），通称新宪政党（Neo Destour），是突尼斯历史上的一个民族主义政党。该党成立于1934年3月2日，分裂自宪政自由党。该党由哈比卜·布尔吉巴领导。1956年突尼斯独立后，该党成为执政党。1964年10月22日，该党改组为社会主义宪政党。